# Stizocera dozieri
Stizocera dozieri är en skalbaggsart som beskrevs av Fisher 1947. Stizocera dozieri ingår i släktet Stizocera och familjen långhorningar.
Artens utbredningsområde är Haiti. Inga underarter finns listade i Catalogue of Life.